# Gamay de Chaudenay
Die Rotweinsorte Gamay de Chaudenay ist eine Färbertraube aus Frankreich. Sie wurde erstmals im Jahr 1832 als eine Mutation der Sorte Gamay de Bouze beobachtet. Entdeckt wurde sie von J.M. Bidault in einem Rebgarten der Gemeinde Chaudenay im Département Saône-et-Loire. Ab 1850 vermarktete er die Sorte zuerst in der näheren Umgebung und bald in der Weinbauregion Loire.
Obwohl dort noch nahezu überall zugelassen, wurden im Jahr 2007 nur noch 183 Hektar bestockter Rebfläche erhoben (Quelle ONIVINS). Neue Rebflächen werden praktisch nicht mehr angelegt.
Die spätreifende Sorte ist überaus ertragsstark. Erträge bis zu 300 hl/ha sind nicht ungewöhnlich. Die Deckkraft der Rotfärbung liegt ca. 4 mal höher als bei der Rebsorte Cinsault.
Zum Anbau sind die Klone 567 und 568 zugelassen.
Siehe auch den Artikel Weinbau in Frankreich.
Synonyme: Faerbertraube, Gamay Chaudenay, Gamay De Chaudenay, Gamay Six Pieces, Gamay Teinturier, Gros Mourot, Plant Gris, Plant Rouge De Chaudenay, Teinturier De Chaudenay
Abstammung: Mutation der Sorte Gamay de Bouze?